# النا میخایلیچنکو
النا میخایلیچنکو (روسی: Елена Анатольевна Михайличенко؛ IPA: [ɪ̯ɪˈlʲenə mʲɪxəɪ̯lʲɪˈtɕenkə]؛ زادهٔ ۱۴ سپتامبر ۲۰۰۱) بازیکن هندبال زن اهل روسیه است.